# Oldmeldrum
Oldmeldrum é um vilarejo e paróquia em Aberdeenshire, perto de Inverurie no norte da Escócia oriental. Com uma população de menos de 2000 habitantes, Oldmeldrum está no lugar de destaque como os 300 centros de população da Escócia. A paróquia era conhecida como "Bethelnie" até o ano de 1684.